# 2. Fußball-Bundesliga 2016-2017
La 2. Fußball-Bundesliga 2016-2017 è stata la 43ª edizione del secondo livello del campionato di calcio tedesco. La stagione è iniziata il 5 agosto 2016 ed è terminata il 21 maggio 2017.
Il campionato è composto da 18 squadre: quelle piazzate tra il quarto e il quindicesimo posto nella stagione 2015-16, le 2 peggiori della Bundesliga 2015-2016, le 2 migliori provenienti dalla 3. Liga, la perdente dello spareggio tra la 16^ della Bundesliga e la terza della 2. Bundesliga e la vincente tra la sedicesima della Zweite e la terza della Dritte.

## Squadre partecipanti
Sono state retrocesse dalla Bundesliga 2015-2016 l'Hannover 1896 e lo Stoccarda. Sono state promosse dalla 3. Liga 2015-2016 il Dynamo Dresden, l'Erzgebirge Aue e in seguito allo spareggio play-off/play-out il Würzburger Kickers.
| Squadra                | Città                   | Stadio               |
| ---------------------- | ----------------------- | -------------------- |
| Arminia Bielefeld      | Bielefeld               | SchücoArena          |
| Bochum                 | Bochum                  | Rewirpowerstadion    |
| Dinamo Dresda          | Dresda                  | Glücksgas-Stadion    |
| Eintracht Braunschweig | Braunschweig            | Eintracht-Stadion    |
| Erzgebirge Aue         | Aue                     | Erzgebirgsstadion    |
| Fortuna Düsseldorf     | Düsseldorf              | Esprit Arena         |
| Greuther Fürth         | Fürth                   | Trolli Arena         |
| Hannover 96            | Hannover                | HDI-Arena            |
| Heidenheim             | Heidenheim an der Brenz | Voith-Arena          |
| Kaiserslautern         | Kaiserslautern          | Fritz Walter Stadion |
| Karlsruhe              | Karlsruhe               | Wildparkstadion      |
| Monaco 1860            | Monaco di Baviera       | Allianz Arena        |
| Norimberga             | Norimberga              | Stadion Nürnberg     |
| Sandhausen             | Sandhausen              | Hardtwaldstadion     |
| St. Pauli              | Amburgo                 | Millerntor-Stadion   |
| Stoccarda              | Stoccarda               | Mercedes-Benz Arena  |
| Union Berlino          | Berlino                 | Alte Försterei       |
| Kickers Würzburg       | Würzburg                | Flyeralarm Arena     |

## Allenatori
| Club                   | Allenatore                                                                                              |
| ---------------------- | --- |
| Arminia Bielefeld      | ( Rüdiger Rehm al 15.11.16) ( Jürgen Kramny al 15.03.17) Jeff Saibene                                   |
| Bochum                 | Gertjan Verbeek                                                                                         |
| Dinamo Dresda          | Uwe Neuhaus                                                                                             |
| Eintracht Braunschweig | Torsten Lieberknecht                                                                                    |
| Erzgebirge Aue         | ( Pavel Dotchev al 28.02.17) Domenico Tedesco                                                           |
| Fortuna Düsseldorf     | Friedhelm Funkel                                                                                        |
| Greuther Fürth         | ( Stefan Ruthenbeck al 21.11.16) János Radoki                                                           |
| Hannover 96            | ( Daniel Stendel al 20.03.17) André Breitenreiter                                                       |
| Heidenheim             | Frank Schmidt                                                                                           |
| Kaiserslautern         | ( Tayfun Korkut al 26.12.16) Norbert Meier                                                              |
| Karlsruhe              | ( Tomas Oral al 04.12.16) (Lukas Kwasniok al 03.01.17) ( Mirko Slomka al 03.04.17) Marc-Patrick Meister |
| Monaco 1860            | ( Kosta Runjaić al 22.11.16) ( Daniel Bierofka al 19.12.16) Vítor Pereira                               |
| Norimberga             | ( Alois Schwartzal 07.03.16) Michael Köllner                                                            |
| Sandhausen             | Kenan Kocak                                                                                             |
| St. Pauli              | Ewald Lienen                                                                                            |
| Stoccarda              | ( Jos Luhukay al 20.09.16) Hannes Wolf                                                                  |
| Union Berlino          | Jens Keller                                                                                             |
| Kickers Würzburg       | Bernd Hollerbach                                                                                        |

## Classifica finale
|  |     | Classifica 2016-2017   | Pti | G  | V  | N  | P  | GF | GS | DR  | Promozione o Retrocessione             |
|  | --- | ---------------------- | --- | -- | -- | -- | -- | -- | -- | --- | -------------------------------------- |
|  | 1.  | Stoccarda              | 69  | 34 | 21 | 6  | 7  | 63 | 37 | +26 | Promossa in Bundesliga 2017-18         |
|  | 2.  | Hannover 96            | 67  | 34 | 19 | 10 | 5  | 51 | 32 | +19 | Promossa in Bundesliga 2017-18         |
|  | 3.  | Eintracht Braunschweig | 66  | 34 | 19 | 9  | 6  | 50 | 36 | +14 | Play-off con 16ª in Bundesliga 2016-17 |
|  | 4.  | Union Berlino          | 60  | 34 | 18 | 6  | 10 | 51 | 39 | +12 |                                        |
|  | 5.  | Dinamo Dresda          | 50  | 34 | 13 | 11 | 10 | 53 | 46 | +7  |                                        |
|  | 6.  | Heidenheim             | 46  | 34 | 12 | 10 | 12 | 43 | 38 | +5  |                                        |
|  | 7.  | Greuther Fürth         | 45  | 34 | 12 | 9  | 13 | 33 | 40 | -7  |                                        |
|  | 8.  | Bochum                 | 44  | 34 | 10 | 14 | 10 | 42 | 47 | -5  |                                        |
|  | 9.  | St. Pauli              | 45  | 34 | 12 | 9  | 13 | 39 | 36 | +3  |                                        |
|  | 10. | Sandhausen             | 42  | 34 | 10 | 12 | 12 | 43 | 37 | +6  |                                        |
|  | 11. | Norimberga             | 42  | 34 | 11 | 9  | 14 | 36 | 35 | +1  |                                        |
|  | 12. | Fortuna Düsseldorf     | 42  | 34 | 10 | 12 | 12 | 37 | 39 | -2  |                                        |
|  | 13. | Kaiserslautern         | 41  | 34 | 10 | 11 | 13 | 29 | 33 | -4  |                                        |
|  | 14. | Erzgebirge Aue         | 39  | 34 | 10 | 9  | 15 | 37 | 52 | -15 |                                        |
|  | 15. | Arminia Bielefeld      | 39  | 34 | 8  | 13 | 13 | 50 | 54 | -4  |                                        |
|  | 16. | Monaco 1860            | 37  | 34 | 10 | 7  | 17 | 37 | 47 | -10 | Play-Out con 3° 3. Liga                |
|  | 17. | Kickers Würzburg       | 34  | 34 | 7  | 13 | 14 | 32 | 41 | -9  | Retrocessione in 3. Liga 2017-18       |
|  | 18. | Karlsruhe              | 25  | 34 | 5  | 10 | 19 | 27 | 56 | -29 | Retrocessione in 3. Liga 2017-18       |

### Play-off promozione
|                        | Risultati |                        | Stadio            | data           |  |
| ---------------------- | --------- | ---------------------- | ----------------- | -------------- |  |
| Wolfsburg              | 1 - 0     | Eintracht Braunschweig | Volkswagen Arena  | 25 maggio 2017 |  |
| Eintracht Braunschweig | 0 - 1     | Wolfsburg              | Eintracht-Stadion | 29 maggio 2017 |  |

### Play-out salvezza
|                | Risultati |                | Stadio            | data           |  |
| -------------- | --------- | -------------- | ----------------- | -------------- |  |
| Jahn Ratisbona | 1 - 1     | Monaco 1860    | Continental Arena | 26 maggio 2017 |  |
| Monaco 1860    | 0 - 2     | Jahn Ratisbona | Allianz Arena     | 30 maggio 2017 |  |

### Verdetti
- Stoccarda e  Hannover 96 promosse in Fußball-Bundesliga 2017-2018
- Eintracht Braunschweig  qualificato ai play-off contro la 16ª classificata in Fußball-Bundesliga 2016-2017

  Monaco 1860 ,  Kickers Würzburg ,  Karlsruhe retrocesse in 3 Liga 2017-2018

## Classifiche

### Marcatori
agg. 21 maggio 2016
| Gol |  |  | Giocatore         | Squadra                |
| --- |  |  | ----------------- | ---------------------- |
| 25  |  |  | Simon Terodde     | Stoccarda              |
| 17  |  |  | Martin Harnik     | Hannover 96            |
| 16  |  |  | Stefan Kutschke   | Dinamo Dresda          |
| 15  |  |  | Aziz Bouhaddouz   | St. Pauli              |
| 14  |  |  | Guido Burgstaller | Norimberga             |
| 13  |  |  | Fabian Klos       | Arminia Bielefeld      |
| 13  |  |  | Dominick Kumbela  | Eintracht Braunschweig |
| 11  |  |  | Christoffer Nyman | Eintracht Braunschweig |
| 11  |  |  | Marc Schnatterer  | Heidenheim             |
| 10  |  |  | Pascal Köpke      | Erzgebirge Aue         |
| 10  |  |  | Akaki Gogia       | Dinamo Dresda          |
| 9   |  |  | Michael Liendl    | Monaco 1860            |
| 9   |  |  | Andrew Wooten     | Sandhausen             |
| 9   |  |  | Damir Kreilach    | Union Berlino          |
| 9   |  |  | Dimitrij Nazarov  | Erzgebirge Aue         |
| 9   |  |  | Rouwen Hennings   | Fortuna Düsseldorf     |